# Томешть (Ясси)
Томешть, Томешті (рум. Tomești) — село у повіті Ясси в Румунії. Адміністративний центр комуни Томешть.
Село розташоване на відстані 324 км на північ від Бухареста, 8 км на схід від Ясс.

## Населення
За даними перепису населення 2002 року у селі проживали 9054 особи. Рідною мовою 9048 осіб (99,9%) назвали румунську.
Національний склад населення села:
| Національність | Кількість осіб | Відсоток |
| -------------- | -------------- | -------- |
| румуни         | 9031           | 99,7%    |
| цигани         | 10             | 0,1%     |